# Плиоплатекарпус

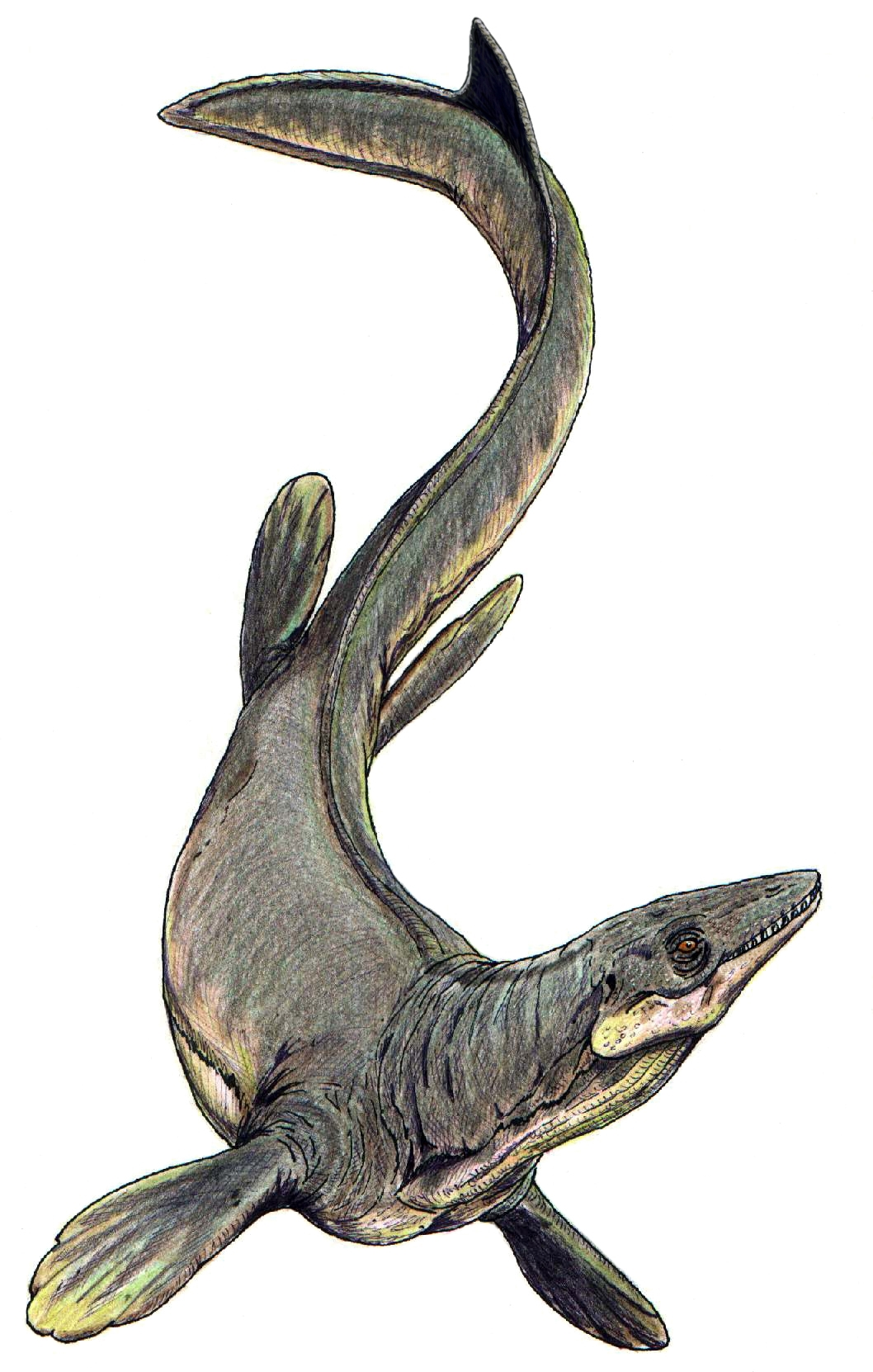
Художественная реконструкция

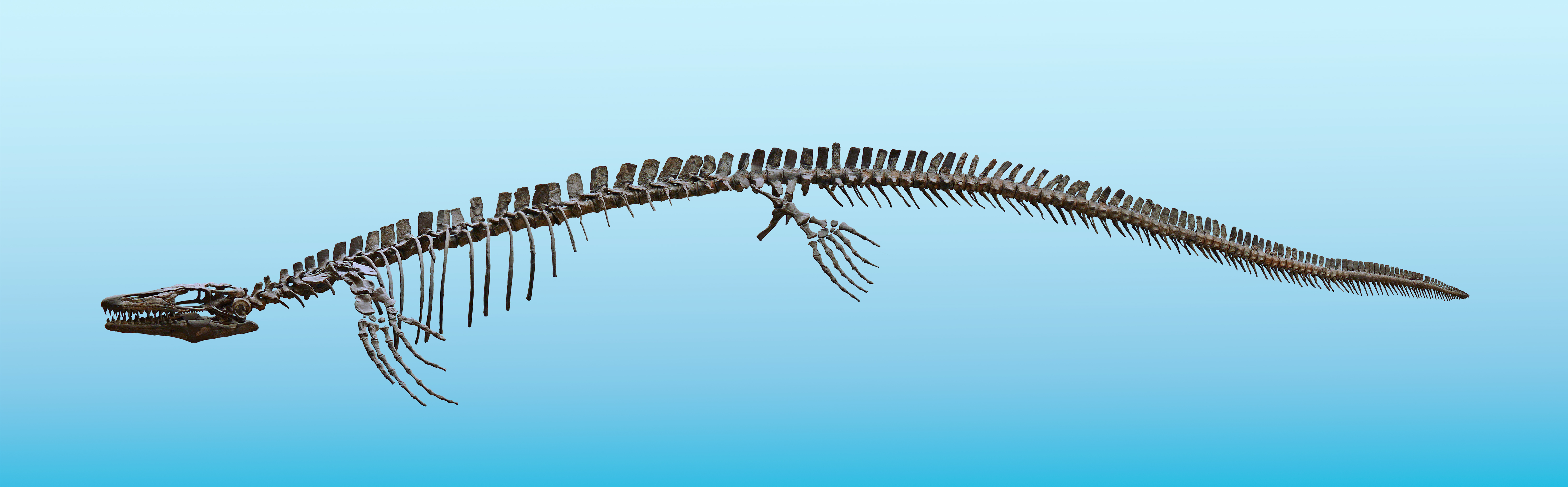
Скелет плиоплатекарпуса

Плиоплатека́рпус (лат. Plioplatecarpus) — род вымерших ящериц семейства мозазавров. Как и все мозазавры, жил в конце мелового периода, около 73—68 миллионов лет назад.
Глаза плиоплатекарпуса пропорционально больше, чем у большинства родов мозазавров, а череп относительно короче. Имел меньше зубов, чем большинство мозазавров, но они сильнее загнуты назад. Это говорит о том, что плиоплатекарпус охотился на относительно мелкую добычу, которую он мог захватывать очень точно. Однако, присутствующая на зубах режущая кромка у неидентифицированного Plioplatecarpinae из позднего маастрихта Польши также позволяла животному время от времени атаковать и эффективно расчленять относительно крупную добычу.
Плиоплатекарпус был впервые обнаружен в Европе палеонтологом Луи Долло в 1882 году. Найденный скелет был сравнительно неполным, но вскоре были обнаружены более полные окаменелости — в том числе в желудке одного из образцов гайнозавра. В Северной Америке Эдвард Коп нашёл другого похожего на плиоплатекарпуса мозазаврида в 1869 году, но посчитал его мозазавром. Эта находка позже была переведена в род плиоплатекарпус как лиодон Копа в 1870 году. Лиодон, достигавший 12 метров в длину, затем был переведён в род платекарпус, а позднее — в прогнатодоны. Тем не менее, в настоящее время большинство учёных считают его представителем Mosasaurinae, близким к роду мозазавр.
Плиоплатекарпус был найден во многих местах по всему миру (так как мозазавры в целом были довольно широко распространены), в том числе в сланцах Пьер в Канзасе, формации Демополис в Алабаме, а также в штатах Миссисипи, Северная Дакота, Южная Дакота, Канаде, Швеции, Нидерландах, а совсем недавно — в штате Вайоминг. Вайомингский образец — до сих пор единственный в своем роде из найденных в штате и, возможно, представляют собой новый вид плиоплатекарпуса. Он изучается в геологическом музее Тейт и назван оомтар.